# 永井美奈子
永井 美奈子（ながい みなこ、1965年〈昭和40年〉6月14日 - ）は、日本のフリーアナウンサー、タレント。元日本テレビアナウンサー。本名、堀 美奈子（ほり みなこ、旧姓：永井）。太田プロダクション所属。

## 来歴・人物
東京都狛江市出身。大妻中学校・高等学校、成城大学文芸学部英文学科卒業。大学在学中に「ミス成城大学」に選ばれた。
1988年4月、日本テレビに入社。ニュース、スポーツ、バラエティ、あらゆる分野を経験。1992年春から同期の関谷亜矢子と共に『ジパングあさ6』の初代キャスターを務めた。また、1992年から1993年にかけて、同局アナウンサー（当時）の米森麻美、藪本雅子と「DORA」というユニットを結成、CDもリリース。アナウンサーでありながらアイドル図鑑トップテン入りを果たす。クイズ番組で1999年9月に終了した「マジカル頭脳パワー!!」の2代目オペレーターも務めた。因みに、推薦したのは先代の木村優子だったという。24時間テレビを徳光和夫とともに総合司会。日本テレビ時代の同期入社は福澤朗、関谷亜矢子、村山喜彦、小栗泉。日本テレビ社長賞受賞。
1996年9月、日本テレビを退社し、フリーへ転身（当時はトップコートと業務提携し、個人事務所サンオブサンに所属）。日本テレビ在籍時代最後の出演番組は、1996年秋のクイズスーパースペシャル。フリー後も引き続き日本テレビの番組に出演していたほか、フジテレビ『森田一義アワー 笑っていいとも!』のレギュラーだったこともある。1998年にワインエキスパートの資格を取得している。
2001年にサイバード（現・サイバードホールディングス）社長の堀主知ロバートと結婚。同年10月21日に長男を出産。「今しばらくは子育てを最優先に考えたい」と自身の公式ホームページで報告した。2007年5月1日、2月に女児を出産したことを明らかにした。
2001年4月より慶應義塾大学大学院政策・メディア研究科の修士課程に入学し、2003年9月に修了。現在同学科訪問研究員。
子供を持ってからは育児中心の生活でテレビの仕事はセーブし、各界の要人を相手にしたインタビュアー、朗読、クラシックコンサートの司会、エッセイ執筆などマルチな活動を続けている。また、母校である成城大学非常勤講師を長年務めている。高嶋ちさ子とは同じ幼稚園のママ友であり、高嶋がパーソナリティを務めるエフエム愛知『NDS presents 高嶋ちさ子 Gentle Wind』にゲスト出演した（2012年3月24日）。独立行政法人国立青少年教育振興機構の子どもゆめ基金助成活動「DREAM21夢の課外授業」に二十一世紀倶楽部会員として参加。3.11以降は東北地方を度々訪れ朗読を続けている。
2019年ごろからは、散発的ではあるがテレビ出演も再開している。同年8月13日放送の『はじめまして!一番遠い親戚さん』では6期後輩の羽鳥慎一と遠い親戚の可能性があることが分かった。
2025年5月、「大進化！レジェンド番組祭り」の一環で放送された『マジカル頭脳パワー!!2025』で山里亮太と共にレギュラー放送終了以来約26年ぶりに司会を務めた。

## 出演番組

### 日本テレビアナウンサー時代
太字はNTV退社後も継続
- ジパングあさ6
  - 木・金曜担当（1992年4月2日 - 1994年4月1日）
  - 月・火・金曜担当（1994年4月4日 - 1995年9月29日）
  - 月・金曜担当（1995年10月2日 - 1996年9月30日）
- NNNニュースプラス1 - リポーター→メインキャスター
- THE・サンデー
- マジカル頭脳パワー!! - 初代マジカル・オペレーターの木村優子の後継として1992年10月から1999年の最終回まで担当
- IDOLアイドル
- クチュリエで道楽
- アメリカ横断ウルトラクイズ - 入社直後の第12回（1988年）大会ではコンピュータ予想を、第15回（1991年）大会では小倉淳と共に、スタジオ総合司会を担当した。
- ビートたけしのお笑いウルトラクイズ
- 24時間テレビ 「愛は地球を救う」 - 1995年 - 1997年まで総合司会
- 日本テレビ音楽の祭典
- たけし・さんま世紀末特別番組!! 世界超偉人伝説
- 今夜も歌わナイト!（1992年10月2日 - 1993年3月26日）司会 - 小林完吾と共に担当[5][6]。

### フリー転身後
- FAN（1996年11月 - 1998年9月、日本テレビ）
- BOOM TOWN（1997年4月 - 1998年3月、J-WAVE）
- わいん好き!（テレビ東京）
- 森田一義アワー 笑っていいとも!（1998年4月 - 2000年3月、フジテレビ）[7]
- 神出鬼没!タケシムケン（テレビ朝日）
- 走れ!!しあわせ建設（フジテレビ）
- ザ・ドクター（TBS） - 落合友里子役
- おーい、ニッポン（NHK衛星第2テレビ） - 1998年10月から2001年の産休まで総合司会担当
- スッキリ（2022年3月22日・5月16日・7月11日、日本テレビ） - ゲストコメンテーター
- クイズ!あなたは小学5年生より賢いの?（2022年5月20日、日本テレビ） - 解答者

## 声の出演

### 映画
- 平成狸合戦ぽんぽこ（1994年） - ニュースキャスター役
- ガメラ 大怪獣空中決戦（1995年） - ニュースキャスター役

### CD
- 語り伝えたい ふるさとの民話（世界文化社）- 第16号、第30号CD語り
- サラブレッドヒストリー（ポニーキャニオン、2003年5月21日発売[8][9]）全5巻

## 書籍
- 『永井美奈子のベランダでワイン』（1999年、主婦と生活社）ISBN 978-4391123357。